# Marguerite Adjoavi Trénou
Marguerite Adjoavi Trénou, née Thompson, née le 17 octobre 1921 à Tsévié et morte le 3 novembre 2008, est une femme politique togolaise.

## Biographie

### Carrière
Marguerite Adjoavi Trénou est d'origine Ewe. Enseignante et directrice de l'école de filles de Rufisque, elle est  après sa formation la première avocate au barreau du Togo,. Elle est l'une des six femmes élues députées à l'Assemblée nationale lors des  élections législatives togolaises de 1979, les autres étant Abra Amedomé, Cheffi Meatchi, Kossiwa Monsila, Essohana Péré et Zinabou Touré.
Elle devient secrétaire générale de la Chambre de commerce, d'agriculture et d'industrie du Togo à partir de novembre 1959 ; elle est secrétaire générale de l'Union des femmes du Togo et également l'une des fondatrices de l'Organisation Panafricaine des femmes.

## Décorations
- Commandeur de l'ordre du Mono (2006)[7]